# Ranking femení de la FIFA
El Ranking femení de la FIFA és una classificació de les seleccions nacionals femenines de futbol d'acord amb els seus resultats a les diferents competicions internacionals. S'actualitza quatre vegades a l'any, a finals de març, juny, agost i desembre. Les seleccions inactives durant més de 18 mesos son excloses del ranking fins que tornen a jugar.

## Rànquing
Taules de classificació al final de cada any.

### Top 10 mundial
| Any             | 1r             | 2n             | 3r             | 4t             | 5è             | 6è             | 7è             | 8è             | 9è             | 10è            |
| Top 10 Mundial  | Top 10 Mundial | Top 10 Mundial | Top 10 Mundial | Top 10 Mundial | Top 10 Mundial | Top 10 Mundial | Top 10 Mundial | Top 10 Mundial | Top 10 Mundial | Top 10 Mundial |
| --------------- | -------------- | -------------- | -------------- | -------------- | -------------- | -------------- | -------------- | -------------- | -------------- | -------------- |
| 2003            | Alemanya       | Estats Units   | Noruega        | Suècia         | Xina           | Brasil         | Corea Nord     | Dinamarca      | França         | Itàlia         |
| 2004            | Alemanya       | Estats Units   | Noruega        | Brasil         | Suècia         | Xina           | Dinamarca      | Corea Nord     | França         | Itàlia         |
| 2005            | Alemanya       | Estats Units   | Noruega        | Brasil         | Suècia         | Corea Nord     | França         | Dinamarca      | Xina           | Itàlia         |
| 2006            | Alemanya       | Estats Units   | Noruega        | Suècia         | Corea Nord     | Brasil         | França         | Dinamarca      | Xina           | Japó           |
| 2007            | Alemanya       | Estats Units   | Suècia         | Brasil         | Noruega        | Corea Nord     | França         | Dinamarca      | Canadà         | Anglaterra     |
| 2008            | Estats Units   | Alemanya       | Brasil         | Suècia         | Corea Nord     | Noruega        | Dinamarca      | França         | Japó           | Anglaterra     |
| 2009            | Estats Units   | Alemanya       | Brasil         | Suècia         | Corea Nord     | Japó           | Noruega        | Anglaterra     | França         | Dinamarca      |
| 2010            | Estats Units   | Alemanya       | Brasil         | Suècia         | Japó           | Corea Nord     | Noruega        | França         | Canadà         | Anglaterra     |
| 2011            | Estats Units   | Alemanya       | Japó           | Brasil         | Suècia         | França         | Canadà         | Anglaterra     | Corea Nord     | Austràlia      |
| Top 10 UEFA     |                |                |                |                |                |                |                |                |                |                |
| 2003            | Alemanya       | Noruega        | Suècia         | Dinamarca      | França         | Itàlia         | Rússia         | Anglaterra     | Països Baixos  | Islàndia       |
| 2004            | Alemanya       | Noruega        | Suècia         | Dinamarca      | França         | Itàlia         | Rússia         | Anglaterra     | Finlàndia      | Països Baixos  |
| 2005            | Alemanya       | Noruega        | Suècia         | França         | Dinamarca      | Itàlia         | Anglaterra     | Rússia         | Finlàndia      | Països Baixos  |
| 2006            | Alemanya       | Noruega        | Suècia         | França         | Dinamarca      | Anglaterra     | Itàlia         | Rússia         | Finlàndia      | Ucraïna        |
| 2007            | Alemanya       | Suècia         | Noruega        | França         | Dinamarca      | Anglaterra     | Itàlia         | Rússia         | Finlàndia      | Ucraïna        |
| 2008            | Alemanya       | Suècia         | Noruega        | Dinamarca      | França         | Anglaterra     | Itàlia         | Rússia         | Ucraïna        | Finlàndia      |
| 2009            | Alemanya       | Suècia         | Noruega        | Anglaterra     | França         | Dinamarca      | Itàlia         | Rússia         | Finlàndia      | Països Baixos  |
| 2010            | Alemanya       | Suècia         | Noruega        | França         | Anglaterra     | Itàlia         | Dinamarca      | Països Baixos  | Finlàndia      | Islàndia       |
| 2011            | Alemanya       | Suècia         | França         | Anglaterra     | Itàlia         | Noruega        | Dinamarca      | Països Baixos  | Islàndia       | Espanya        |
| Top 10 AFC      |                |                |                |                |                |                |                |                |                |                |
| 2003            | Xina           | Corea Nord     | Japó           | Xina Taipei    | Corea Sud      | Tailàndia      | Vietnam        | Myanmar        | Uzbekistan     | India          |
| 2004            | Xina           | Corea Nord     | Japó           | Xina Taipei    | Corea Sud      | Tailàndia      | Vietnam        | Myanmar        | Uzbekistan     | India          |
| 2005            | Corea Nord     | Xina           | Japó           | Corea Sud      | Xina Taipei    | Vietnam        | Tailàndia      | Myanmar        | Uzbekistan     | India          |
| 2006            | Corea Nord     | Xina           | Japó           | Austràlia      | Corea Sud      | Xina Taipei    | Vietnam        | Tailàndia      | Myanmar        | Uzbekistan     |
| 2007            | Corea Nord     | Japó           | Austràlia      | Xina           | Corea Sud      | Xina Taipei    | Tailàndia      | Vietnam        | Myanmar        | Uzbekistan     |
| 2008            | Corea Nord     | Japó           | Xina           | Austràlia      | Corea Sud      | Vietnam        | Xina Taipei    | Tailàndia      | Myanmar        | Iran           |
| 2009            | Corea Nord     | Japó           | Xina           | Austràlia      | Corea Sud      | Vietnam        | Tailàndia      | Xina Taipei    | Myanmar        | Uzbekistan     |
| 2010            | Japó           | Corea Nord     | Austràlia      | Xina           | Corea Sud      | Tailàndia      | Vietnam        | Xina Taipei    | Myanmar        | Uzbekistan     |
| 2011            | Japó           | Corea Nord     | Austràlia      | Corea Sud      | Xina           | Tailàndia      | Vietnam        | Uzbekistan     | Xina Taipei    | Myanmar        |
| Top 10 CONCACAF |                |                |                |                |                |                |                |                |                |                |
| 2003            | Estats Units   | Canadà         | Mèxic          | Trinitat       | Costa Rica     | Haiti          | Panamà         | Jamaica        | Guatemala      | Honduras       |
| 2004            | Estats Units   | Canadà         | Mèxic          | Trinitat       | Costa Rica     | Haiti          | Panamà         | Jamaica        | Guatemala      | Surinam        |
| 2005            | Estats Units   | Canadà         | Mèxic          | Trinitat       | Costa Rica     | Haiti          | Panamà         | Jamaica        | Guatemala      | Surinam        |
| 2006            | Estats Units   | Canadà         | Mèxic          | Trinitat       | Costa Rica     | Haiti          | Panamà         | Jamaica        | Guatemala      | R. Dominicana  |
| 2007            | Estats Units   | Canadà         | Mèxic          | Trinitat       | Costa Rica     | Haiti          | Panamà         | Jamaica        | Guatemala      | R. Dominicana  |
| 2008            | Estats Units   | Canadà         | Mèxic          | Trinitat       | Costa Rica     | Haiti          | Panamà         | Jamaica        | R. Dominicana  | Surinam        |
| 2009            | Estats Units   | Canadà         | Mèxic          | Cuba           |                |                |                |                |                |                |
| 2010            | Estats Units   | Canadà         | Mèxic          | Costa Rica     | Trinitat       | Haiti          | Guatemala      | Guyana         | R. Dominicana  | Surinam        |
| 2010            | Estats Units   | Canadà         | Mèxic          | Costa Rica     | Trinitat       | Haiti          | Guatemala      | R. Dominicana  | Guyana         | Cuba           |
| Top CAF         |                |                |                |                |                |                |                |                |                |                |
| 2003            | Nigèria        | Ghana          | Marroc         | Sud-àfrica     | Mali           | Camerun        | Angola         | RD Congo       | Zimbabwe       | Algèria        |
| 2004            | Nigèria        | Ghana          | Marroc         | Sud-àfrica     | Algèria        | Mali           | Camerun        | Angola         | Senegal        | Zimbabwe       |
| 2005            | Nigèria        | Ghana          | Egipte         | Sud-àfrica     | Algèria        | Mali           | Camerun        | Angola         | Senegal        | Zimbabwe       |
| 2006            | Nigèria        | Ghana          | Marroc         | Sud-àfrica     | Costa d'Ivori  | Algèria        | Egipte         | Mali           | Senegal        | Camerun        |
| 2007            | Nigèria        | Ghana          | Algèria        | Marroc         | Sud-àfrica     | Costa d'Ivori  | Mali           | Egipte         | Camerun        | Senegal        |
| 2008            | Nigèria        | Ghana          | Sud-àfrica     | Marroc         | Algèria        | Guinea Equ.    | Costa d'Ivori  | Tunísia        | Camerun        | Mali           |
| 2009            | Nigèria        | Ghana          | Sud-àfrica     | Algèria        | Guinea Equ.    | Tunísia        | Camerun        | Egipte         | Mali           | Congo          |
| Top 10 CONMEBOL |                |                |                |                |                |                |                |                |                |                |
| 2003            | Brasil         | Colòmbia       | Argentina      | Peru           | Xile           | Equador        | Paraguai       | Uruguai        | Venezuela      | Bolívia        |
| 2004            | Brasil         | Colòmbia       | Argentina      | Peru           | Xile           | Equador        | Paraguai       | Uruguai        | Venezuela      | Bolívia        |
| 2005            | Brasil         | Peru           | Argentina      | Colòmbia       | Xile           | Equador        | Paraguai       | Uruguai        | Venezuela      | Bolívia        |
| 2006            | Brasil         | Argentina      | Peru           | Colòmbia       | Equador        | Xile           | Uruguai        | Paraguai       | Venezuela      | Bolívia        |
| 2007            | Brasil         | Argentina      | Peru           | Colòmbia       | Equador        | Xile           | Uruguai        | Paraguai       | Venezuela      | Bolívia        |
| 2008            | Brasil         | Argentina      | Equador        | Uruguai        | Paraguai       |                |                |                |                |                |
| 2009            | Brasil         | Argentina      | Colòmbia       | Peru           | Xile           | Equador        | Venezuela      | Bolívia        |                |                |
| 2010            | Brasil         | Argentina      | Colòmbia       | Xile           | Equador        | Peru           | Paraguai       | Uruguai        | Venezuela      | Bolívia        |
| Top 10 OFC      |                |                |                |                |                |                |                |                |                |                |
| 2003            | Austràlia      | Nova Zelanda   | Tonga          | Papua          | Fiji           | Vanuatu        | Tahiti         | Cook           | Samoa          |                |
| 2004            | Austràlia      | Nova Zelanda   | Tonga          | Papua          | Fiji           | Vanuatu        | Tahiti         | Cook           | Samoa          |                |
| 2005            | Austràlia      | Nova Zelanda   | Tonga          | Papua          | Fiji           | Vanuatu        | Tahiti         | Cook           | Samoa          |                |
| 2006            | Nova Zelanda   | Tonga          | Papua          | Fiji           | Vanuatu        | Tahiti         | Cook           | Samoa          |                |                |
| 2007            | Nova Zelanda   | Papua          | Tonga          | Fiji           | Tahiti         | Salomó         | Samoa          | Samoa Amer.    | Cook           |                |
| 2008            | Nova Zelanda   | Papua          | Tonga          | Fiji           | Tahiti         | Salomó         | Samoa          | Samoa Amer.    | Cook           |                |
| 2009            | Nova Zelanda   |                |                |                |                |                |                |                |                |                |
| 2010            | Nova Zelanda   | Papua          | Tonga          | Fiji           | Tahiti         | Salomó         | Cook           | Vanuatu        |                |                |